# Räbke
Räbke er en kommune i den vestlige centrale del af Landkreis Helmstedt i den sydøstlige del af den tyske delstat Niedersachsen. Den har en befolkning på godt 650 mennesker (2012) og er
en del af amtet (Samtgemeinde) Nord-Elm. Den ligger i floden Schunters kildeområde i Naturpark Elm-Lappwald omkring 9 km sydvest for byen Helmstedt.
Byen er først benævnt Ridepe i 1205. Siden det 16. århundrede har Räbke været kendt for sine vandmøller, der drev papirfremstilling til forsyning for Universität Helmstedt.